# جامعة شرق أوروبا السلافية
جامعة شرق أوروبا السلافية مؤسسة تعليم عالي أوكرانية، (بالأوكرانية: Східноєвропейський слов'янський університет) هي جامعة تقع في زاكارباتيا أوبلاست، أوكرانيا. تأسست هذه الجامعة في سنة 2012